# Provesende
Provesende era una freguesia portuguesa del municipio de Sabrosa, distrito de Vila Real.

## Historia
Fue suprimida el 28 de enero de 2013, en aplicación de una resolución de la Asamblea de la República portuguesa promulgada el 16 de enero de 2013 al unirse con las freguesias de Gouvães do Douro y São Cristóvão do Douro, formando la nueva freguesia de Provesende, Gouvães do Douro e São Cristóvão do Douro.